# Nicol Williamson
Nicol Williamson (Hamilton,  Skócia, Egyesült Királyság, 1936.  szeptember 14. – Amszterdam, Hollandia, 2011.  december 16.) skót színész.

## Élete
Színpadi színészként kezdte karrierjét, egyes kritikusok  Richard Burton mellett kikiáltották az évszázad  Hamletjének akkora sikereket ért el a londoni színpadokon és később a  Broadwayen is a dán királyfi szerepében, de több  John Osborne-színműben is fellépett.
Mozifilmes karrierjét  Ian Holmhoz hasonlóan 1968-ban kezdte a The Bofors Gun-ban. Szintén '68-ban egy számára közel sem ismeretlen John Osborne adaptáció, az Inadmissible Evidence főszerepét bízták rá, de egy évvel később Tony Richardson rendezésében Hamletet is eljátszhatta immár a filmvásznon.
1975-ben  Michael Caine ellenfele volt  A Wilby összeesküvésben (The Wilby Conspiracy). 1976-ban  Robin Hood hű társát, Little Johnt keltette életre a  Robin és Marian (Robin and Marian) című kalandfilmben  Sean Connery és  Audrey Hepburn partnereként. Ugyanebben az évben  Sherlock Holmes-t is megformálta  A hétszázalékos megoldásban (The Seven-Per-Cent Solution), nem is akármilyen társaságban, hiszen  Laurence Olivier,  Robert Duvall,  Alan Arkin és  Vanessa Redgrave mellett játszhatott.
1981-ben Williamson Merlin szerepében nyújtott emlékezetes alakítást az Excaliburban. Utána Klaus Kinski és  Oliver Reed oldalán a Venom című olcsó horrorban tűnt fel. 1987-ben a  Fekete özvegy (Black Widow) című thrillerben következett egy mellékszerep.
1990-ben egy papot alakított a mérsékelt fogadtatású  Ördögűző 3-ban (Exorcist III), majd három évvel később  Colin Firth és Ian Holm partnere volt  A disznó órája (The Hour of the Pig) című filmdrámában. 1996-ban egy  Monty Python produkcióban, a  Békavári uraságban (The Wind in the Willows) is feltűnt. Utolsó szerepét az 1997-ben készült  Spawn című kommersz akciófilmben vállalta.

## További információ
- Nicol Williamson a PORT.hu-n (magyarul)
- Nicol Williamson az Internetes Szinkronadatbázisban (magyarul)
- Nicol Williamson az Internet Movie Database-ben (angolul)
- Nicol Williamson a Rotten Tomatoeson (angolul)